# Евкарпион Никомидијски
Евкарпион Никомидијски или Еукарпије Никомедијски (око 284-305) је хришћански светитељ
и мученик.
Православној цркви спомиње светог Евкарпиона заједно са светим Трофимом 18 (31) марта.
Страдао је у Никомедији за време прогона хришћана под царем Диоклецијаном (284-305). Заједно са мучеником Трофимом одликовао се великом суровошћу у прогону хришћана, али су, захваљујући Божијем откривењу, поверовали и примили смрт за своју веру. Били су ухапшени, мучени и на крају спаљени.